# Geophilus tampophor
Geophilus tampophor är en mångfotingart som först beskrevs av Chamberlin 1953.  Geophilus tampophor ingår i släktet Geophilus och familjen storjordkrypare. Inga underarter finns listade i Catalogue of Life.